# Митинская (Барско-Татаровский сельсовет)
Митинская — упразднённая деревня в Вязниковском районе Владимирской области России.

## География
Урочище находится в северо-восточной части области, в зоне хвойно-широколиственных лесов, в пределах Волжско-Окского междуречья, к северу от автодороги 17Н-134, на расстоянии примерно 21 километра (по прямой) к северо-западу от города Вязники, административного центра района.

### Климат
Климат характеризуется как умеренно континентальный. Средняя температура воздуха самого холодного месяца (января) — −11,1 °C (абсолютный минимум — −48 °С), средняя максимальная температура воздуха (июля) — +23,3 °С (абсолютный максимум — +37 °С). Годовое количество атмосферных осадков составляет около 607 мм, из которых 413 мм выпадает в период с апреля по октябрь.

## История
В «Списке населенных мест Владимирской губернии по сведениям 1859 года» населённый пункт упомянут как владельческая деревня Вязниковского уезда, расположенная при пруде, в 24 верстах от уездного города. В деревне насчитывалось 14 дворов и проживало 78 человек (38 мужчин и 40 женщин).
По состоянию на 1905 год, в Митинской имелось 14 дворов и проживало 68 человек. В административном отношении деревня входила в состав Мстерской волости.
По данным 1926 года в деревне имелось 15 хозяйств и проживало 69 человек (35 мужчин и 34 женщины). Являлась частью Крутовского сельсовета.